# سهره فرخنده
سهره فرخنده (نام علمی: Oreothraupis arremonops) یک گونه پرنده آوازخوان است. برخلاف نام رایج آن، نه یک فرخنده و نه سهره است، بلکه یک گنجشک جهان جدید است که پس از قرار گرفتن در خانواده زردپره‌های نمادین یا خانواده واقعی فرخندگان  به آن خانواده منتقل شده‌است. این تنها گونه از سردهٔ تک‌نماد Oreothraupis است. در کلمبیا و اکوادور یافت می‌شود که زیستگاه طبیعی آن جنگل‌های کوهستانی نمناک نیمه‌گرمسیری یا گرمسیری است. نابودی زیستگاه آن را تهدید می‌کند.